# Feuerhand

Feuerhand-Wort-Bild-Marke

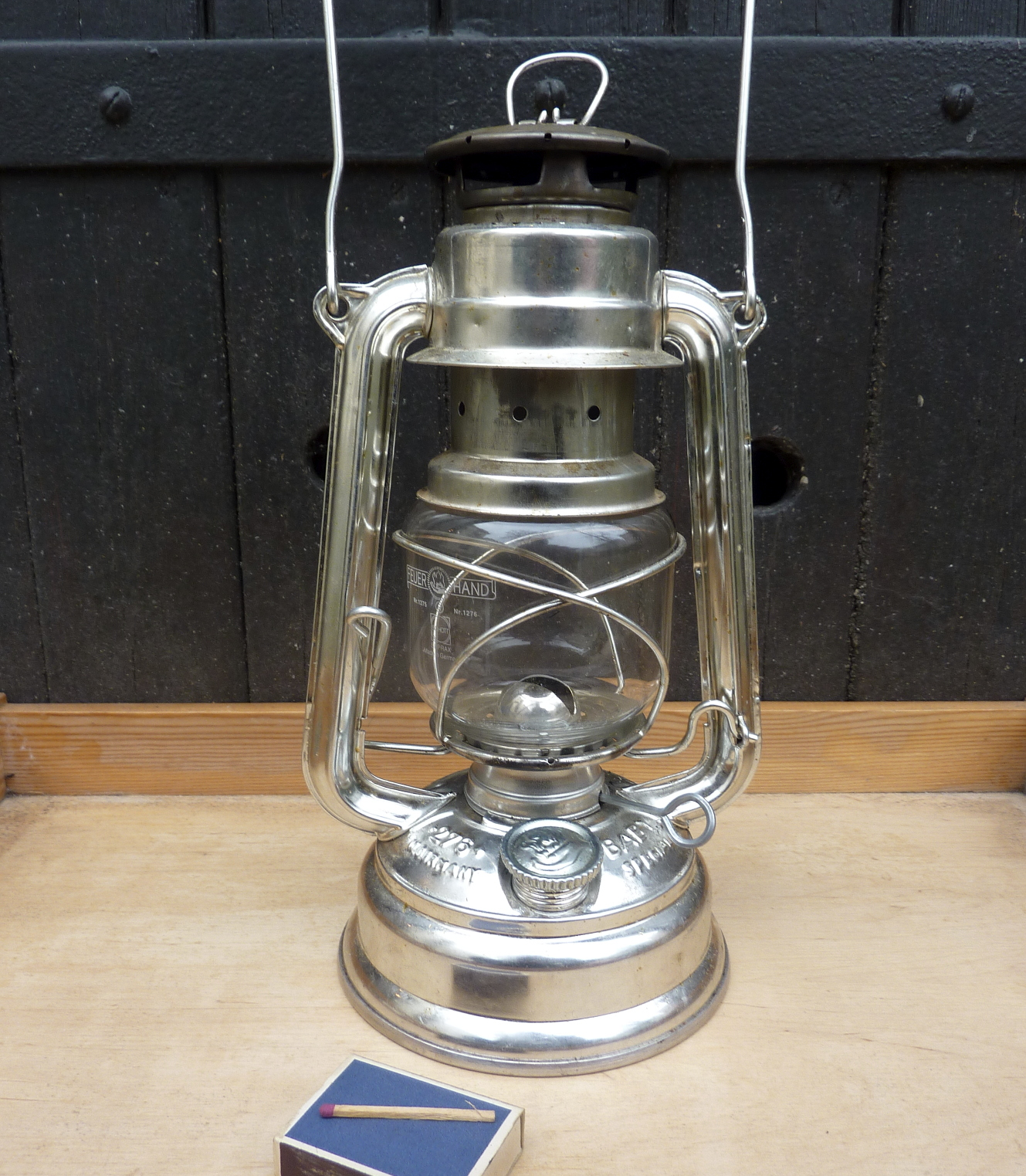
Eine Feuerhand-Sturmlaterne, Modell 276 Baby Special mit feuerverzinntem Gehäuse

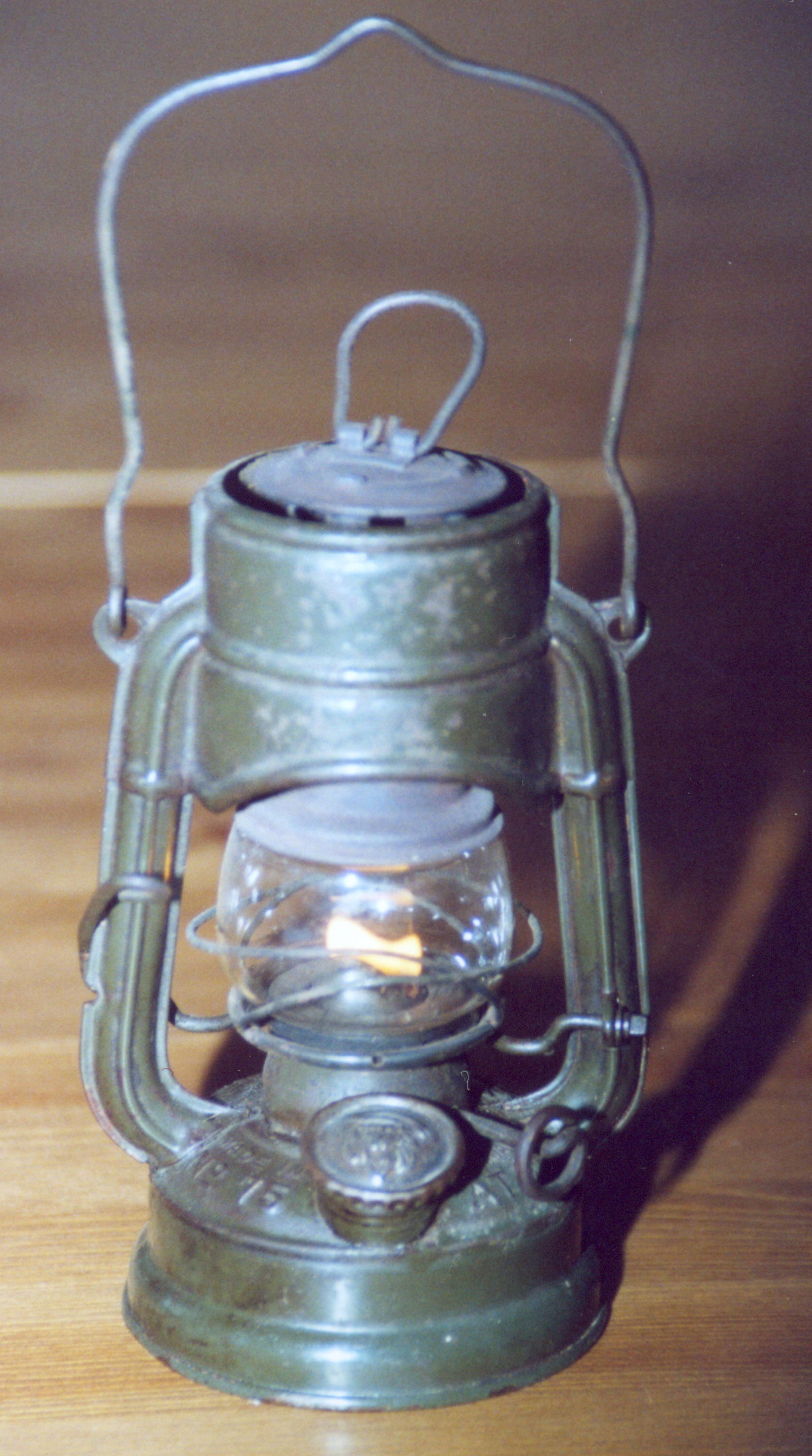
Feuerhand-Petroleumlampe, Modell Atom 75 StK mit integriertem Windschutz („Sturmkappe“); die kleinste von Feuerhand hergestellte Sturmlaterne. Die Höhe des Gehäuses beträgt rund 15 Zentimeter

Feuerhand ist der Name eines deutschen Herstellers von Petroleumlampen. Diese wurden ursprünglich im sächsischen Beierfeld produziert; die Geschichte der Feuerhand-Sturmlaternen reicht bis in die Gegenwart. Bis Ende 2012 wurden die Laternen in der 2003 gegründeten Feuerhand GmbH in Hohenlockstedt hergestellt. Die Tagesproduktion im Jahr 2011 lag bei etwa 9000 Stück. Insgesamt wurden bis heute rund 250 Millionen Feuerhand-Petroleumlampen hergestellt. Ein bedeutender Absatzmarkt für Feuerhand-Sturmlaternen sind Länder ohne flächendeckende Versorgung mit Elektrizität, darunter mehrheitlich afrikanische und arabische Länder. In Deutschland kamen Feuerhand-Petroleumlampen bis in die 1970er-Jahre als Laternen zur Sicherung von Baustellen (vor allem im Straßenbau) zum Einsatz. Eines der verbreitetsten Lampenmodelle von Feuerhand ist das Modell 276 Baby Special (siehe nebenstehendes Foto), das bis in die Gegenwart von verschiedenen Einzelhändlern angeboten wird. Die Firma Feuerhand ging im Jahr 2013 nach über hundertjährigem Bestehen zunächst in Konkurs. Seit Herbst 2014 gehören die Markenrechte einer Firma der Petromax-Gruppe.

## Firmengeschichte
Im Jahr 1880 begann Hermann Nier in der erzgebirgischen Gemeinde Beierfeld mit der Herstellung von Laternen (Mischluftlaternen). Für den bei dieser Mischluftlaterne eingesetzten Glashebemechanismus (das Glas von Feuerhand-Laternen kann durch einen einfachen Hebelmechanismus angehoben werden, um den Docht der Petroleumlampen anzuzünden und auch wieder zu löschen) wurde Nier im Jahre 1906 ein Patent erteilt. Später folgte auch die Produktion von Frischluftlaternen. Einige Jahre später wurde mit der maschinellen Fertigung der Sturmlaternen begonnen. Diese Fabrik wurde durch Ernst und Hermann Nier gegründet. Im Jahr 1937 lag die Anzahl der verkauften Laternen bei rund 12 Millionen Stück. Nach dem Ende des Zweiten Weltkriegs wurde das Unternehmen enteignet und demontiert.
Ernst Bruno Nier wurde durch die sowjetischen Streitkräfte festgenommen. Die Brüder Woldemar und Curt Nier flohen nach Westdeutschland und gründeten 1949 die Nier-Feuerhand OHG Hohenlockstedt.
Im Jahr 2006 wurde die Firma Feuerhand von dem Unternehmen Vollmann aus Gevelsberg aufgekauft.
Im Oktober 2012 wurde wegen des Zusammentreffens von hohen Lohnkosten und Absatzrückgängen das Insolvenzverfahren eröffnet. Ziel war es, neben der Vereinbarung niedrigerer Gehälter neue Investoren zu finden, um den Betrieb aufrechtzuerhalten. Kurz vorher, am 21. September 2012, wurde die Marke Feuerhand ohne Gegenwert an Müller & Co übertragen. Die IG-Metall spricht von einem Wirtschaftskrimi.
Am 4. Januar 2013 gab der Insolvenzverwalter das Scheitern des Insolvenzverfahrens bekannt. Gegen Ende des Jahres 2013 wurde die Produktion mit neuen Mitarbeitern wieder aufgenommen.
Im Oktober 2014 wurde die Marke Feuerhand von der Petromax-Gruppe übernommen. Seit 23. Januar 2015 ist die Marke auf die Firma Merkur Verwaltungs- und Beteiligungsgesellschaft mbH, Magdeburg, eingetragen. Gegenstand des Unternehmens ist laut Unternehmensregister die gewinnorientierte Vergabe von Lizenzen für Produkte sowie die Vornahme aller diesem Zweck förderlichen Maßnahmen und Rechtsgeschäfte.

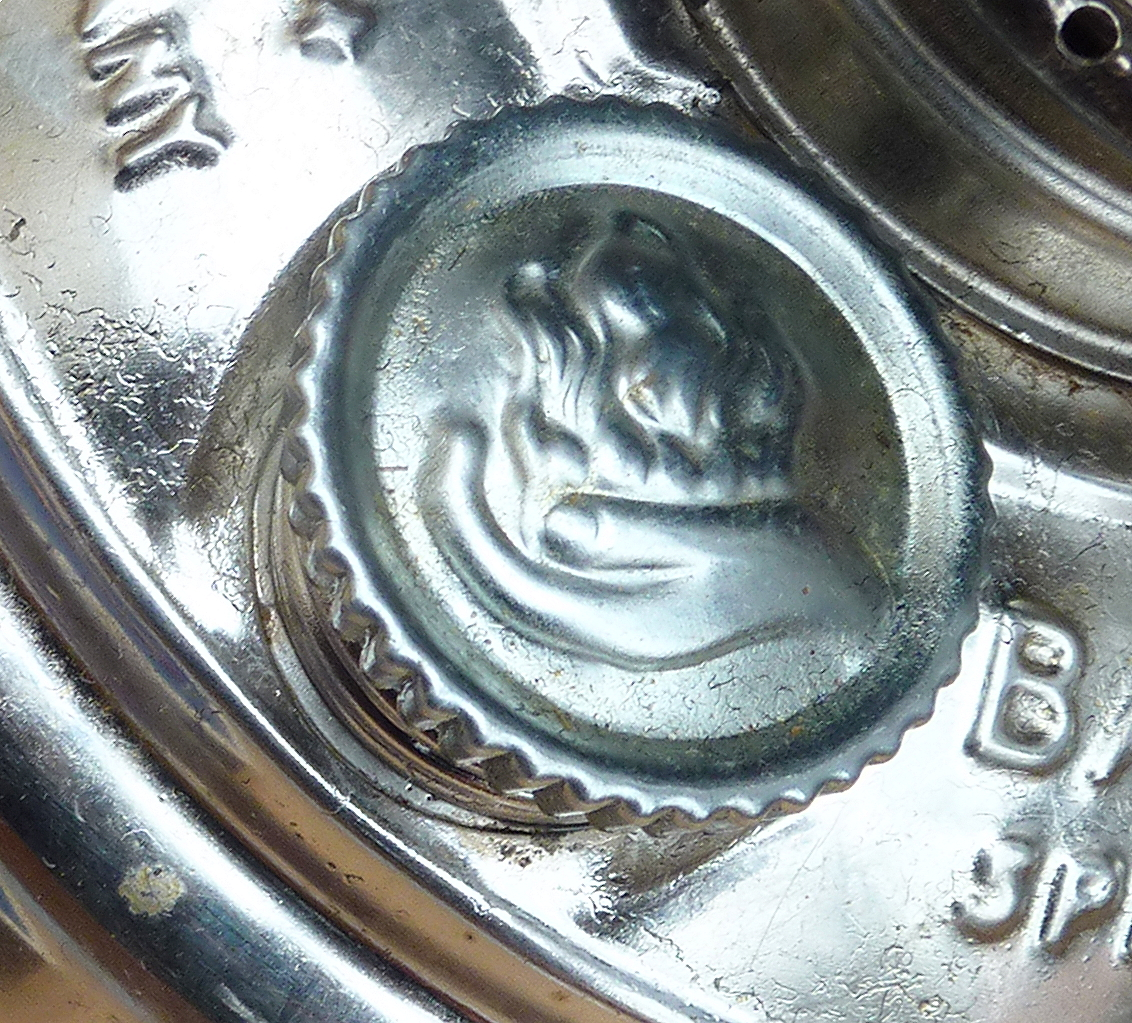
Schraubdeckel des Tanks einer Feuerhand-Lampe mit Firmensignet

## Firmenname und Markenzeichen
Der Unternehmensname der Firma Feuerhand bezieht sich nicht darauf, dass die Benutzer der Petroleumlampen Feuer in der Hand haben, sondern darauf, dass die Laternen als erste in Deutschland feuerverzinnt waren. Das Markenzeichen des Unternehmens zeigt eine grafisch stilisierte linke Hand von der Seite, mit nach oben gerichteter Handfläche; auf der Handfläche brennt ein Feuer. Dieses Markenzeichen ist bei der Mehrzahl der Feuerhand-Laternen unter anderem in den Schraubdeckel des Brennstofftanks eingeprägt. Auch die Oberseite des Brennstofftanks der Lampen sowie – bei neueren Versionen der Lampen deren Schutzglas – tragen das Firmensignet.